# Thomas de Beaumont, VI conte di Warwick
Thomas de Beaumont (1208 – 26 giugno 1242) fu il sesto conte di Warwick, barone di Hocknorton e Hedenton.

## Biografia
Era figlio di Henry de Beaumont, V conte di Warwick e di sua moglie Margaret d'Olio, figlia di Henry D'Oyly, Barone di Hocknorton e signore di Lidney.
Anche se aveva raggiunto la maggiore età alla morte di suo padre, egli ottenne pieno possesso della contea quattro anni più tardi, quando fu cinto con la Spada di cavalierato; la cerimonia solenne avvenne a Gloucester, dove il re si trovava per la Pentecoste.
Dallo zio materno Henry D'Oili, morto senza figli, ereditò vaste proprietà nell'Oxfordshire e le ville di Bewdley e di Worcester
Nel 1241 pagò una tassa però essere esentato dal partecipare alla spedizione militare in Guascogna.
Alla incoronazione di Eleonora di Provenza, la regina consorte di Enrico III d'Inghilterra, il 26 giugno 1236 Thomas ricevette l'onore di portare la terza spada di stato, in quanto suo diritto ereditario essendo conte di Warwick.
Effettuò insieme alla moglie Ela Longespée numerose donazioni ai monaci di Reading, Osney e alle suore di Godstow.
Nel 1295 donò terre all'Università di Oxford, dai quali proventi doveva essere prelevata una somma destinata al cui una certa quantità del reddito doveva essere versato alla compagni del Merton College.

## Matrimoni e discendenza
Sposò Ela Longespée, figlia di Guglielmo Longespée, III conte di Salisbury e figlio naturale di Enrico II d'Inghilterra, da cui non ebbe figli.